# Mikołajowa
Mikołajowa – wieś w Polsce położona w województwie opolskim, w powiecie brzeskim, w gminie Grodków.
W latach 1975–1998 miejscowość administracyjnie należała do ówczesnego województwa opolskiego.

## Przypisy

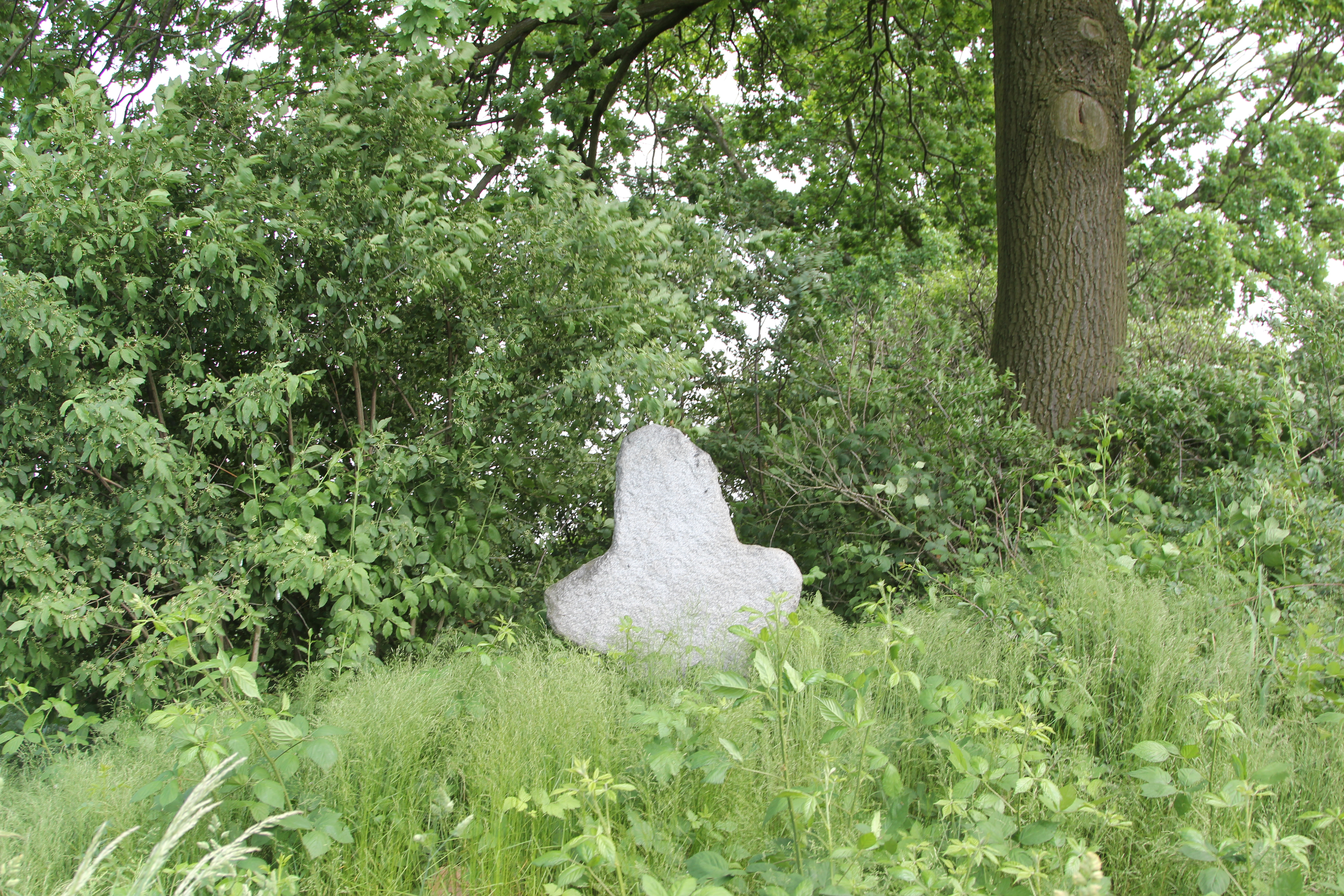
Krzyż pokutny we wsi